# Ihud Bnei Sakhnin 2017-2018
Questa voce raccoglie le informazioni riguardanti l'Ihud Bnei Sakhnin nelle competizioni ufficiali della stagione 2017-2018.

## Rosa
Aggiornata al 2 settembre 2017.
| N. |                    | Ruolo | Calciatore                 |
| -- | ------------------ | ----- | -------------------------- |
| 1  | Israele (bandiera) | P     | Matan Ambar                |
| 2  | Israele (bandiera) | D     | Marwan Gantos              |
| 4  | Israele (bandiera) | D     | Sari Falah                 |
| 5  | Spagna (bandiera)  | D     | Abraham Paz                |
| 6  | Israele (bandiera) | C     | Tamabi Sages               |
| 7  | Israele (bandiera) | D     | Muhammed Zbidat            |
| 8  | Israele (bandiera) | D     | Ala'a Abu Saleh            |
| 9  | Brasile (bandiera) | A     | Lucas Gaúcho               |
| 10 | Israele (bandiera) | C     | Mohammed Kalibat           |
| 11 | Israele (bandiera) | C     | Yisrael Zaguri             |
| 14 | Israele (bandiera) | C     | Ihab Ganayem               |
| 15 | Israele (bandiera) | C     | Khaled Khalaila (capitano) |
| 17 | Israele (bandiera) | C     | Hilal Musa                 |

| N. |                    | Ruolo | Calciatore       |
| -- | ------------------ | ----- | ---------------- |
| 18 | Israele (bandiera) | D     | Ali Ottman       |
| 19 | Israele (bandiera) | A     | Muhamad Badarna  |
| 22 | Israele (bandiera) | P     | Mahmmoud Kanadil |
| 23 | Israele (bandiera) | C     | Ataa Jaber       |
| 24 | Israele (bandiera) | A     | Idan Shemesh     |
| 25 | Brasile (bandiera) | D     | Wanderson        |
| 26 | Israele (bandiera) | C     | Firas Mugrabi    |
| 27 | Israele (bandiera) | D     | Ihab Shami       |
| 30 | Israele (bandiera) | P     | Tomer Haran      |
| 31 | Israele (bandiera) | C     | Ahmad Zabih      |
| 36 | Israele (bandiera) | A     | Osama Khalaila   |
| 77 | Israele (bandiera) | A     | Shlomi Azulay    |